# Colobopsis explodens
Colobopsis explodens (лат.) — вид пробкоголовых муравьёв рода Colobopsis из подсемейства формицины (Formicinae). Муравей из группы «взрывчатых, или суицидальных» видов, то есть тех, чьи рабочие защищают свою семью, жертвуя собой.

## Распространение
Встречается в Малайзии, Индонезии (Борнео) и Таиланде.

## Описание
Муравьи красно-коричневого цвета, среднего размера, длина около 1 см (мелкие рабочие 4,74—7,21 мм; пробкоголовые солдаты 7,30—8,71 мм; самки 10,50—12,16 мм; самцы около 7 мм). Две заполненные клейким ядовитым секретом нижнечелюстные железы расположены во всю длину тела рабочего муравья. В ходе территориальных столкновений с другими муравьями, рабочие могут чрезмерно сокращать мышцы брюшка, что разрывает его покровы, разбрызгивая клейкий секрет во всех направлениях. Муравейники располагаются на деревьях, вплоть до 45—60 м над землей. Вид был впервые описан в 2018 году. Включён в состав видовой группы Colobopsis cylindrica (COCY) group, где около 15 близких таксонов. Colobopsis explodens стал первым с 1935 года муравьём из этой группы «взрывчатых, или суицидальных» видов.
|                    |  |  |
| Солдат Матка Самец |  |  |